# Barbara Travis
Barbara Travis (ur. 1959 w Adelaide) – australijska brydżystka, wielokrotna reprezentantka kraju. Jest właścicielką niewielkiego klubu brydżowego w Adelajdzie.
W klasyfikacji World Bridge Federation ma tytuł "World Master".